# Pinneberg
Pinneberg este un oraș (Kreisstadt) centrul administrativ al districtului cu același nume din sudul landului Schleswig-Holstein, Germania. El cuprinde suburbiile:  Quellental, Thesdorf, Eggerstedt, Pinnebergerdorf (sau Pinneberg-Nord) și Waldenau-Datum.

## Date geografice
Pinneberg se află amplasat la ca. 18 km de orașul Hamburg, orașul se învecinează la nord cu localitățile Prisdorf, Kummerfeld și Borstel-Hohenraden, la est cu comuna Rellingen, la sud cu localitățile Halstenbek, Waldenau (suburbie). suburbii ale orașului Hamburg și Schenefeld (Kreis Pinneberg), iar la vest cu comuna Appen. Orașul se află la confluența râurilor Pinnau cu Mühlenau (Rellau).

## Istoric
Pinneberg ca așezare este amintită prin anii 1200, fiind la început o cetate care este cucerit în anul 1370 de groful Schauenburger Adolf VIII. Prin anii 1627 și 1657 cetatea va  suferi distrugeri mari, iar în anul 1720 va fi demolată complet. Între anii 1765 - 1767 Hans von Ahlfeldt  lasă să-i fie construit o reședință în stil baroc care există și azi servind ca centru cultural. În anul 1875 i se acordă lui Pinneberg privilegiile unui oraș, iar din anul 1886 este reședința centrului administrativ rural prusac. În anul 1905 orașul integrează o serie de suburbii ca Pinneberg-Nord, în 1927 vor fi integrate comunele Thesdorf și Waldenau. Populația orașului va crește considerabil prin sosirea refugiaților după Al Doilea Război Mondial care au venit în special din Prusia Orientală.

## Personalități marcante
- Michael Stich, jucător de tenis

## Monumente istorice
|  |  |  |  |